# Liboussou
Liboussou est l'un des cinq arrondissements de la commune de Ségbana dans le département de l'Alibori au Nord du Bénin.

## Géographie

### Localisation
Liboussou est situé au centre de la commune de Ségbana.
| Lougou(arrondissement de Segbana) | Lougou(arrondissement de Segbana) | Lougou(arrondissement de Segbana) |
| Lougou(arrondissement de Segbana) | Liboussou                         | Ségbana-Piami                     |
| Sokotindji                        | Sokotindji                        | Ségbana-Piami                     |

### Administration
Sur les 25 villages et quartiers de ville que compte la commune de Ségbana, l'arrondissement de Liboussou groupe 06 villages que sont,: 
1. Gbéssaka
2. Kambara
3. Lété
4. Liboussou
5. Tounga-Issa
6. Waranzi

## Histoire
L'arrondissement de Liboussou est une subdivision administrative béninoise. Dans le cadre de la décentralisation au Bénin, Il devient officiellement un arrondissement de la commune de Ségbana le 27 mai 2013 après la délibération et adoption par l'Assemblée nationale du Bénin en sa séance du 15 février 2013 de la loi N° 2013-O5 du 15/02/2013 portant création, organisation, attributions et fonctionnement des unités administratives locales en République du Bénin.

## Démographie
Selon le recensement de la population de 2013 conduit par l'Institut national de la statistique et de l'analyse économique (INSAE), Liboussou compte 1955 ménages avec 15 594 habitants,.
| Indicateur           | 2013  |
| -------------------- | ----- |
| Nombre de ménages    | 1955  |
| Population masculine | 7981  |
| Population féminine  | 7613  |
| Population totale    | 15594 |

La population est composée de plusieurs ethnies dont: les Haoussa, les Dendi, les Yoruba, Djerma, peuls et forte présence de Boo.

## Économie
La population pour ses sources de revenus, mène des activités agricoles, la pêche et la chasse. Le secteur agricole procure plusieurs denrées comme le maïs, le sorgho et le mil. Il y a également les cultures de rentes basées sur la production de l'arachide et le coton.